# تارة براون
تارة براون (بالإنجليزية: Tara Brown)‏ هي مغنية مؤلفة بريطانية، ولدت في 11 أكتوبر 1984 في توتينغ ‏ في المملكة المتحدة.

## وصلات خارجية
- الموقع الرسمي